# Stadio Constantin Rădulescu
Lo stadio Constantin Rădulescu (in rumeno Stadionul Dr. Constantin Rădulescu) è un impianto sportivo di Cluj-Napoca, in Romania, nel quartiere di Gruia. È intitolato a Constantin Rădulescu, che fu allenatore della Nazionale di calcio romena tra il 1923 e il 1940.
Lo stadio fu edificato nel 1973, con una capienza di 10 000 spettatori, per le partite interne del CFR Cluj, che all'epoca navigava tra la seconda e la terza divisione.
A seguito della qualificazione in Champions League è stato ristrutturato portando la capienza a 22.198 posti con la possibilità di ulteriore espansione.
Ha ospitato le partite casalinghe del CFR Cluj nella Champions League 2008-09, contro Chelsea, Bordeaux e Roma e la partita della qualificazione ai Mondiali 2010, contro la Lituania. Fu la prima partita della nazionale dopo 85 anni.